# 村上海賊の娘
『村上海賊の娘』（むらかみかいぞくのむすめ）は、和田竜による長編歴史小説。1576年（天正4年）の第一次木津川口の戦いでの村上水軍の当主・村上武吉の娘・景（きょう、20歳）を描いている。
『週刊新潮』に2011年から2013年にかけて連載され、2013年10月に新潮社から単行本が刊行された。

## あらすじ
主人公・景（きょう）は、戦国時代に瀬戸内海を席巻した村上水軍の当主・村上武吉の娘である。景は、軍船に乗り瀬戸内の海で狼藉を働く者を成敗したり、男勝りの活躍をする。ある日、毛利家から信長に追い詰められ窮地に陥った本願寺を救うため、物資を輸送してほしいという依頼が来る。村上水軍は毛利方に加勢することを決め、景も戦いに身を投じていく。

## 備考
- 創作の切っ掛けは、広島の小学生時代にまわりに村上姓がたくさんいて興味を持ち、家族旅行で因島にも行き、村上水軍の存在を知ったことで、大人になり作家デビュー後に本格的に調べ創作に至った[1]。
- 『萩藩譜録村上図書元敬寄組』や『村上家系 付大島郡村上』に村上武吉の子として村上元吉、女（穂田冶郎太輔元清公室 実来島通康女武吉養女）、村上景親、女（黒川五右衛門元康妻 母同）の順で列記されている。景親の次に記載されている「女」が主人公・景（きょう）のモデルである[2][3]。
- 景は長身で怪力、さらに欧米人のような容姿（目がギョロリとして鼻が高く手足が長くガリガリで日に焼けて色黒）や男勝りな行動から「貰い手のない醜女」と呼ばれているが、現代ではハーフに位置付けられ、当時は欧米人は忌み嫌われていた。ただし、欧米人との接触があった大坂（現在の大阪府）の人たちからは「美人だ」と言われ、さらに活発な性格の女性を好む傾向から景が大坂に行くきっかけになっている。

## 受賞
- 週刊朝日「2013年 歴史・時代小説ベスト10」第1位[4]
- 第35回吉川英治文学新人賞[5]
- 2014年本屋大賞[6][7]
- 第8回親鸞賞[8]

## 連載
- 『週刊新潮』 - 全91回
  - 2011年5月5・12日ゴールデンウイーク特大号（第56巻第18号 通巻2791号）〜2013年3月7日号（第58巻第9号 通巻2881号）
  - イラスト - 平沢下戸

## 漫画
吉田史朗の作画で漫画化され、『ビッグコミックスピリッツ』（小学館）にて2015年37・38合併号から2019年20号まで連載された。全13巻。